# Objevy pod vrstvami času
Objevy pod vrstvami času je populárně naučná kniha, zabývající se především dějinami paleontologických objevů. Pojednává také o odedávném vztahu člověka a zkamenělin, a to prakticky od nejstarších dob (pleistocén) až do současnosti. Autorem knihy je popularizátor vědy Vladimír Socha. Kniha byla vydána roku 2014.

## Obsah

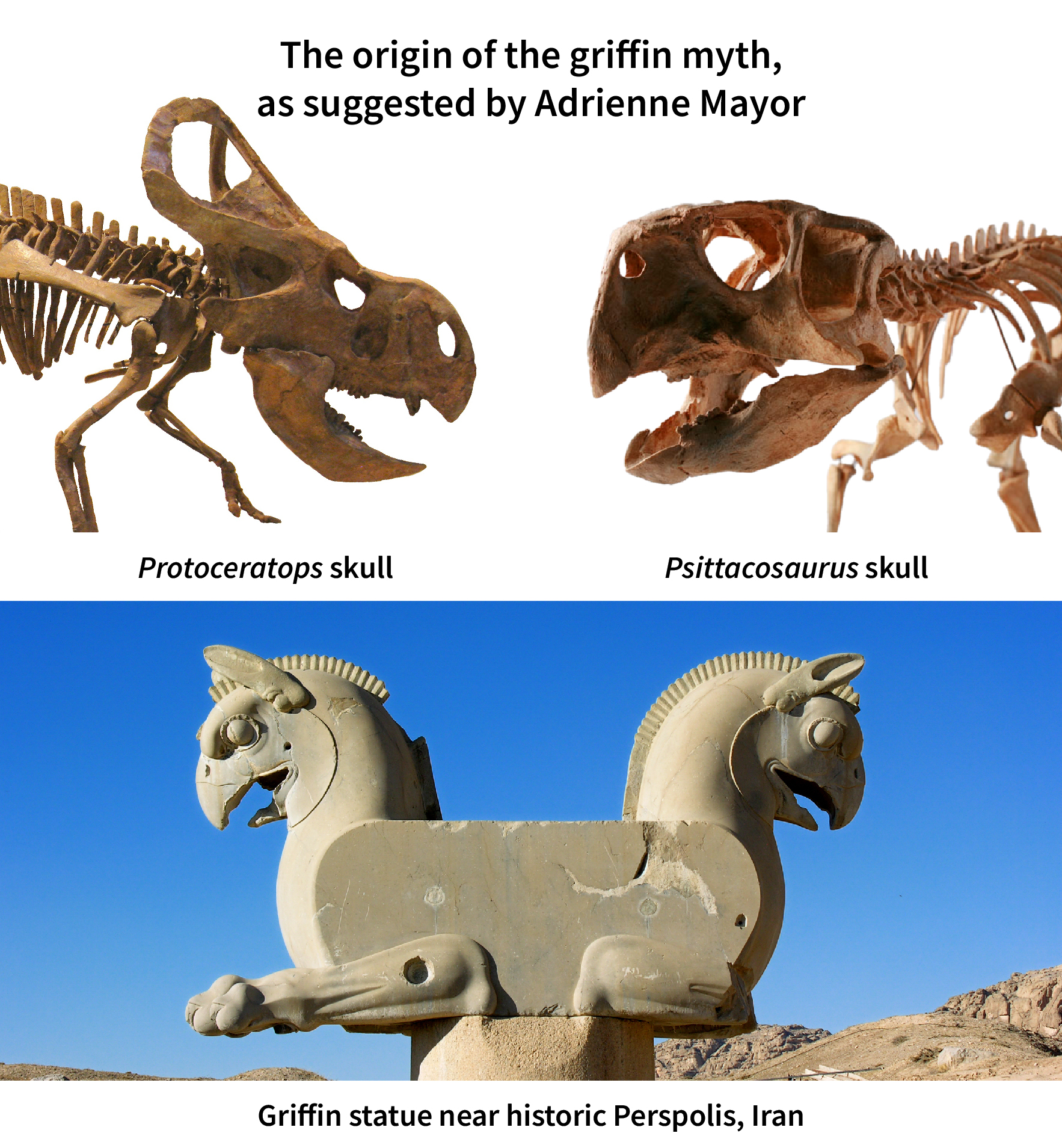
V knize je pojednána například i možná souvislost předvědeckých objevů dinosauřích fosilií a vzniku mýtů a legend o Gryfovi.

Všímá si také zajímavých postav paleontologických i předvědeckých dějin, jako byl například Fa-sien, Girolamo Fracastoro nebo třeba baron Franz Nopcsa či John Ostrom. Kniha je sondou do dlouhé a bohaté historie sbírání a výzkumu zkamenělin, a to zdaleka ne jen populárních neptačích dinosaurů (byť právě tato významná skupina druhohorních obratlovců je pro text stěžejní). Kniha obsahuje celkem 17 chronologicky řazených kapitol, počínaje staršími čtvrtohorami (kdy záměrně sbíral zkameněliny bezobratlých živočichů již archaický Homo sapiens), dále starověkem, antikou, středověkem, raným novověkem a konče moderní érou posledních dvou století. Čtenář se v knize seznámí s málo známými událostmi v dějinách předvědeckého objevování a interpretace fosilií na několika kontinentech i z období pozdějšího vědeckého výzkumu (včetně válečných krádeží zkamenělin, prvních objevů dinosaurů, amerických expedic do mongolské pouště Gobi a mnoho dalšího).